# Le Beau Mariage
Série Comédies et Proverbes
La Femme de l'aviateur
(1981) Pauline à la plage
(1983)
Pour plus de détails, voir Fiche technique et Distribution.
Le Beau Mariage est un  film français réalisé par Éric Rohmer, sorti en 1982. Il est le second volet (après La Femme de l'aviateur) d'un cycle de six films initié en 1980, et intitulé Comédies et proverbes.
Le film illustre ces vers de La Fontaine dans La Laitière et le Pot au lait « Quel esprit ne bat la campagne ? Qui ne fait châteaux en Espagne ? ».

## Synopsis
Sabine, 25 ans, étudiante en histoire de l'art, est en couple avec le peintre Simon, qui est marié et père d'un enfant. Un soir, alors qu'ils sont au lit, ils sont dérangés par un appel téléphonique de sa femme. L'équilibre est rompu chez Sabine, qui décide de quitter Simon et lui annonce qu'elle veut se marier, sans savoir encore avec qui.
Sabine rentre chez elle, au Mans, où elle travaille comme vendeuse dans un magasin d'antiquités. Elle confie également son intention abstraite de se marier à sa meilleure amie, Clarisse. Lors de la fête de mariage de son propre frère, cette dernière lui présente Edmond, un avocat célibataire de quelques années son aîné. Le lendemain, ayant appris que le jeune homme lui plaît, elle presse Sabine de faire le premier pas, mais celle-ci prétend être parfaitement capable de rendre un homme amoureux. Plus elle tarde à le revoir, plus elle est sûre de ses sentiments pour Edmond.
Finalement, elle téléphone à Edmond, qui cherche de la porcelaine pour faire un cadeau. Elle lui propose alors qu'ils aillent à deux chez une vendeuse de porcelaine qu'elle connaît grâce à la patronne du magasin d'antiquités pour lequel elle travaille. Une fois rendu chez la vendeuse, Edmond conclut l'achat puis invite Sabine à déjeuner ; à table, elle parle beaucoup d'elle, on voit bien qu'elle veut attirer son attention, et en sortant, elle pose avec assurance sa tête sur la poitrine de l'homme.
Le propriétaire du magasin lui reproche vivement d'avoir mis directement en contact l'acheteur et la vendeuse de porcelaine. Cette altercation énerve Sabine, qui démissionne en disant qu'elle veut épouser un avocat. Sur le chemin de l'église, elle rencontre une ancienne passade, Claude, aujourd'hui marié. Claude lui montre la maison qu'il habite, d'où l'on a une vue panoramique sur Le Mans, et Sabine lui parle de son mariage avec l'avocat. Il trouve dégradant qu'elle n'ait d'autre ambition que d'être une femme au foyer.
Sabine discute également du mariage et de l'avocat avec sa mère, qui l'accuse d'avoir des idées démodées parce qu'elle ne veut pas consommer avant d'arriver à l'autel (considérant également que ses hommes précédents, comme Simon, ont eu une très bonne connaissance de son corps). Edmond ne vient pas, et sur l'insistance de Clarisse, Sabine organise une fête pour ses 25 ans et invite le jeune avocat. Tout est prêt, il y a de la musique, les invités dansent mais Edmond n'arrive pas. Sabine, sur son trente-et-un et prête à le séduire, fait une crise de nerfs et monte dans sa chambre. Edmond se présente finalement à la porte avec beaucoup de retard. Il sent l'attention de la mère de Sabine sur lui et n'est pas tout à fait à l'aise lorsqu'elle l'accueille et l'emmène dans sa chambre. Là, Sabine se laisse aller à des confidences et à des gestes qui semblent séduire Edmond, mais sa sœur fait soudainement irruption dans la pièce. Edmond s'excuse, il doit partir car il est très occupé.
Les jours suivants, Sabine tente de reprendre contact avec lui par téléphone, mais elle se fait toujours repousser par sa secrétaire de cabinet. Elle fait des allers-retours entre Paris et Le Mans, accuse Clarisse de nourrir son illusion, puis un jour elle se présente au cabinet d'Edmond et n'accepte de partir qu'après qu'il l'ait reçue entre deux clients. Edmond s'excuse de la tenir à distance mais il se sent assiégé, il sort d'une longue relation et ne veut s'attacher à personne car il ne veut se consacrer qu'à sa carrière. Il admet ressentir de l'attirance pour Sabine, mais il n'est pas amoureux. La déception se lit dans les yeux de la jeune fille qui réagit très mal et part en l'accusant de mentir.
De retour au Mans, elle confie à Clarisse qu'elle n'a jamais été vraiment amoureuse de son cousin. Elle prend le train pour Paris et s'assoit exprès en face d'un garçon qui la regarde et lui sourit.

## Fiche technique
- Titre original : Le Beau Mariage
- Réalisation : Éric Rohmer
- Photographie : Bernard Lutic
- Son  : Georges Prat, Gérard Lecas
- Musique : Ronan Girre et Simon des Innocents
- Montage : Cécile Decugis et Lisa Heredia
- Production : Margaret Ménégoz
- Société de production : Les Films du Losange, Les Films du Carrosse, SEDIF Productions (Société d'Exploitation et de Distribution de Films) et Compagnie Éric Rohmer
- Société de distribution : Acteurs Auteurs Associés
- Pays d'origine :  France
- Langue originale : français
- Format : Couleurs - 1,85:1 - 35 mm
- Son : Dolby Digital
- Genre : Comédie dramatique, Film romantique
- Durée : 97 minutes
- Date de sortie : France : 19 mai 1982

## Distribution
- Béatrice Romand : Sabine
- André Dussollier : Edmond
- Féodor Atkine : Simon
- Arielle Dombasle : Clarisse, cousine d'Edmond
- Huguette Faget : Maryse, l'antiquaire
- Thamila Mezbah : la mère de Sabine
- Sophie Renoir : Lise, la sœur de Sabine
- Hervé Duhamel : Frédéric
- Pascal Greggory : Nicolas, frère de Clarisse
- Virginie Thévenet : la jeune mariée, épouse de Nicolas
- Denise Bailly : la comtesse
- Vincent Gauthier : Claude
- Anne Mercier : la secrétaire
- Catherine Rethi : la cliente
- Patrick Lambert : le voyageur

## Production
Le Beau Mariage est le deuxième volet du cycle de films Comédies et Proverbes d'Éric Rohmer. Après que le premier film, La Femme de l'aviateur, eut été peu apprécié par le public et la critique en 1981, Rohmer changea de style et écrivit une comédie amusante qui rappelle plutôt le théâtre de boulevard, un genre qu'il n'avait pas encore essayé à l'époque, mais qui prit de plus en plus de place dans son œuvre ultérieure. L'histoire fait écho à la nouvelle de Balzac Le Bal de Sceaux, dans laquelle une jeune femme décide unilatéralement de se marier. La galerie de personnages est issue du répertoire de la comédie classique (la femme passionnée, la femme querelleuse, le Don Juan), et le style rappelle également les classiques français, ce qu'un spectacle intitulé Les Acteurs de bonne foi a démontré en opposant alternativement des citations du film et d'une pièce de Marivaux, sans qu'il y ait de rupture notable.
En même temps, le film de Rohmer se base sur des influences plus modernes. Ainsi, Rohmer avait déjà écrit dans les années 1940 un texte autobiographique intitulé La Demande en mariage et avait lui-même, dans sa jeunesse, demandé la main d'une femme qu'il avait simplement vue dans un bal. Comme souvent, ce sont les récits de ses actrices qui lui ont permis d'enrichir ses propres idées, en l'occurrence Béatrice Romand. Elle s'était mariée à 20 ans, était partie en Inde et était revenue en France en tant que veuve après la mort prématurée de son mari. Rohmer a noté dans ses entretiens avec elle des déclarations lénifiantes sur le mariage et les rapports entre les sexes, semblables à celles que Sabine aurait pu tenir dans le film. En fin de compte, le réalisateur a fait de ce personnage une sorte de double caricature, aux traits à la fois féministes et réactionnaires, qui veut contrôler les hommes dans ses relations amoureuses, tout en cherchant un prince charmant.

### Attribution des rôles
La comédienne Béatrice Romand était déjà apparue dix ans plus tôt dans deux films de Rohmer, Le Genou de Claire (1970) et dans une scène de L'Amour l'après-midi (1972). Elle retrouvera le réalisateur pour Le Rayon vert (1986) et Quatre Aventures de Reinette et Mirabelle (1987), dans des rôles secondaires, et reviendra dans un rôle de premier plan dans Conte d'automne (1998). Il est curieux de constater que Rohmer identifie un certain caractère chez l'actrice, car son entêtement enfantin dans les relations avec le sexe opposé, sa confrontation avec son propre idéal amoureux, restent les mêmes dans les trois films où elle joue le rôle principal.
André Dussollier et Arielle Dombasle avaient déjà travaillé avec Rohmer dans Perceval le Gallois (1978). Pour l'un, Le Beau Mariage est la dernière collaboration avec le réalisateur, tandis que l'autre a également joué dans Pauline à la plage (1982) et L'Arbre, le Maire et la Médiathèque (1993).

### Tournage
Le tournage s'est déroulé à Ballon, Le Mans, Neuville-sur-Sarthe et Paris.

## Accueil
Pour Bernard Guénin dans Télérama du 7 juillet 2012, « Sur un sujet d'une minceur extrême, la mise en scène de Rohmer est d'une finesse et d'une limpidité rares. Le Beau Mariage est aussi un de ses films les plus cruels. Constamment, le mariage est envisagé sous sa valeur marchande, comme échange de deux standings ou désir soudain d'ordre bourgeois »
Selon Vincent Ostria dans Les Inrocks : « Mais jamais le récit ne fait écran à la beauté des paysages urbains ou champêtres, qui finit par devenir l’enjeu principal de ce road movie où les transports sont moins amoureux et charnels que physiques. Sabine court surtout après le temps et l’espace où elle s’agite pour cacher une angoisse existentielle qui ne sera jamais exprimée clairement, mais qui restera sous-jacente dans son comportement irrationnel. Sacrée Béatrice Romand… ».

## Distinctions

### Récompense
- 1982 :  Grand prix du cinéma français

### Nomination
- 1983 : Nomination au César du meilleur scénario original.